# Über den Personenkult und seine Folgen

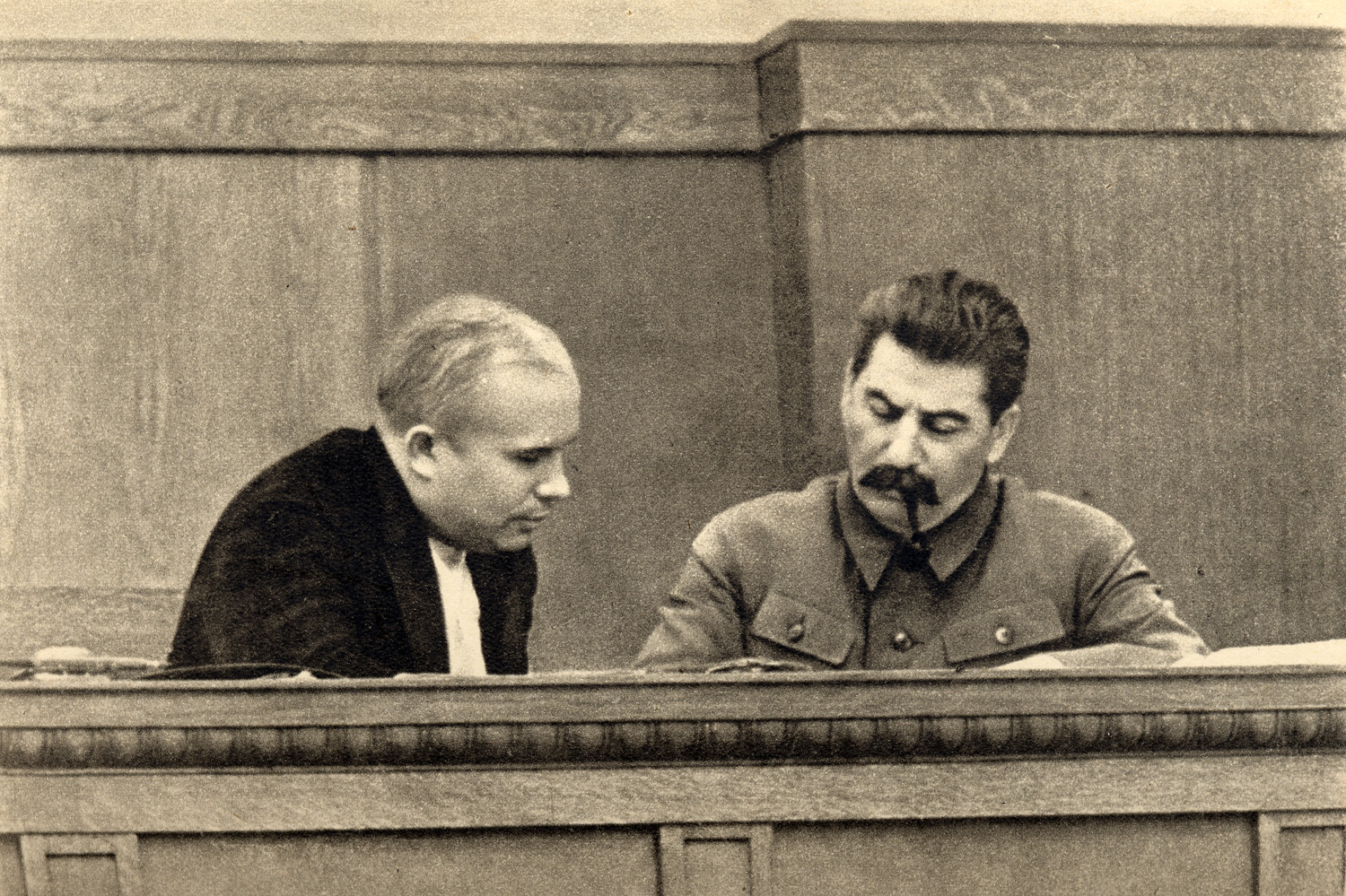
Chruschtschow und Stalin (Januar 1936)

Über den Personenkult und seine Folgen (russisch О культе личности и его последствиях), auch Geheimrede Chruschtschows genannt, ist eine Rede, die Nikita Chruschtschow am 25. Februar 1956 zum Abschluss des 20. Parteitages der KPdSU hielt. Als Parteichef der KPdSU übte Chruschtschow scharfe Kritik an Stalin. Er warf ihm vor, einen Personenkult inszeniert zu haben, verurteilte die Terrorherrschaft seines 1953 verstorbenen Vorgängers und forderte eine Rückkehr zum Leninismus. Zudem strebte Chruschtschow danach, sich im Machtkampf innerhalb der KPdSU gegen die loyalen Stalin-Anhänger Molotow und Malenkow durchzusetzen.
Die fünfstündige Rede markierte den Beginn der Entstalinisierung und der damit verbundenen Tauwetter-Periode. In der Sowjetunion wurde das Dokument erst 1989 im Rahmen der Glasnost-Kampagne von Michail Gorbatschow der Öffentlichkeit zugänglich.

## Vorgeschichte
Als Vorlage zur Rede dienten die Ergebnisse einer Sonderkommission der Partei unter dem Vorsitz von Pospelow, der zudem Aristow und Schwernik angehörten und die am 31. Januar 1956 während einer Sitzung des Politbüros tagte. Ziel der Kommission war die Untersuchung der Unterdrückungsmaßnahmen gegen die Delegierten des 17. Parteitages der KPdSU. Dieser Parteitag hatte 1934 stattgefunden, und die Kommission konnte nachweisen, dass 1937–1938 während des Großen Terrors über 1,5 Millionen Menschen wegen „antisowjetischer Aktivitäten“ verhaftet wurden, von denen 680.000 Menschen hingerichtet wurden.
Nachdem der Bericht am 9. Februar 1956 dem Präsidium des Zentralkomitees der KPdSU vorgelegt wurde, forderte ein Teil der Mitglieder, die Angelegenheit auf die Tagesordnung des anstehenden Parteitags zu bringen. In der anschließenden Diskussion bezeichnete Chruschtschow Stalin als Hauptschuldigen des Terrors, Molotow hingegen wollte die Rolle Stalins als großartiger Führer betont wissen. Am Ende wurde ein weiterer Tagesordnungspunkt unter Ausschluss der Öffentlichkeit und ohne anschließende Diskussion gebilligt und zunächst Pospelow, am 13. Februar, einen Tag vor Eröffnung des Parteitags, dann Chruschtschow als Redner festgelegt. Pospelow und Aristow erarbeiteten zunächst einen Entwurf des Redetexts, der von Chruschtschow weiter verarbeitet wurde, indem dieser persönlich Zeugnis ablegte und sein moralisches Urteil fällte.

## Zusammenfassung
Die Rede thematisierte zwar den Mord an 70 Prozent der Delegierten des 17. Parteitages 1934, die Deportation der Ethnien und Stalins Fehlentscheidungen im Krieg, die viele Menschenleben kostete. Ausgeklammert blieben aber die Entkulakisierung und Zwangskollektivierung sowie die Schauprozesse. Chruschtschow verurteilt den Personenkult Stalins unter Bezugnahme auf folgende Punkte:
- Karl Marx in einem Brief an Wilhelm Blos
- Lenins Testament und zwei Zitate aus Briefen von Lenins Gattin Nadeschda Krupskaja
- Stalins Gebrauch des Ausdrucks Volksfeind
- Stalins Verletzung der Parteinormen zur kollektiven Führung: Von den 1966 Delegierten des 17. Parteitages wurden 1108 zu Konterrevolutionären erklärt, wovon 848 hingerichtet wurden; 98 von 139 Mitgliedern und Kandidaten des Zentralkomitees wurden zu Volksfeinden erklärt
- Die Rolle des NKWD bei der Niederschlagung der Opposition, „unter dem Diktat der mit Fälschungen arbeitenden Untersuchungsrichter“
- Übertreibung von Stalins Bedeutung im Großen Vaterländischen Krieg
- Die „Leningrader Affäre“, der unter anderem Wosnessenski zum Opfer fiel, sei von Beria und Abakumow inszeniert worden
- Deportationen ganzer Nationalitäten: Karatschaier, Kalmücken, Tschetschenen, Inguschen, Balkaren…
- Ärzteverschwörung
- Beispiele für Personenkult: Lieder, Städtenamen usw.
  - Hymne der Sowjetunion, in der Stalin als „Erzieher des Volkes“ verherrlicht wird
- Seit 1935 wurde kein Leninpreis mehr vergeben.

## Folgen
Zuhörer berichteten nach 1989, das Publikum habe die Rede in völligem Schweigen und mit lähmendem Entsetzen aufgenommen. Es habe keine Aussprache gegeben. Jede mündliche oder schriftliche Weitergabe des Gehörten wurde den Delegierten untersagt. Nur loyale Parteimitglieder waren zugelassen, Journalisten waren verboten. Kopien der Rede gingen im März 1956 an die Staatschefs im Ostblock. Der polnische Staatspräsident und Parteichef Bolesław Bierut erlitt bei der Lektüre der Rede einen Herzanfall und verstarb zweieinhalb Wochen später in Moskau. Einige weitere polnische Politiker, darunter Kazimierz Mijal, wandten sich gegen den neuen Kurs der KPdSU, dem letztlich auch die Polnische Vereinigte Arbeiterpartei folgte.
Wiktor Grajewski, polnischer Kommunist und Redakteur einer Regierungszeitschrift, war zu der Zeit mit einer Sekretärin des Politikers Edward Ochab befreundet. Auf ihrem Schreibtisch entdeckte er zufällig Chruschtschows Geheimrede. Er begab sich in die israelische Botschaft in Warschau und ließ die Blätter dort fotokopieren. Die Botschaft gab die Kopien an den israelischen Geheimdienst Schin Bet weiter. Dessen Chef Amos Manor sandte das Konvolut mit Erlaubnis des Premierministers David Ben-Gurion an die CIA. Über James Jesus Angleton und CIA-Chef Allen Dulles gelangte das Dokument an Präsident Dwight D. Eisenhower, worauf es am 4. Juni 1956 in der New York Times veröffentlicht wurde. Ein Jahr danach, 1957, emigrierte Grajewski nach Israel.
Gravierende Folgen hatte die Geheimrede für die sowjetisch-chinesischen Beziehungen. Sie führte zum Zerwürfnis mit China, das die Abkehr der Sowjetunion vom Stalinismus für einen Fehler hielt. Bis 1960 kam noch ein persönlich zerrüttetes Verhältnis von Chruschtschow mit Mao Tse-tung hinzu, so dass die UdSSR sämtliche Berater und Hilfen aus China abzog. Möglich wurde durch die Abkehr vom Stalinismus aber die teilweise Rückgewinnung von Tito, auch wenn Jugoslawien weder dem Rat für gegenseitige Wirtschaftshilfe noch dem Warschauer Pakt beitrat.
Die Partei der Arbeit Albaniens wandte sich ebenfalls von der Sowjetunion ab und suchte eine stärkere Annäherung an China.